# 4-Metylimidazol

Strukturformel för 4-metylimidazol

4-Metylimidazol (4-MEI) är en heterocyklisk organisk förening med summaformeln C4H6N2. Den består av en imidazolring med en metylgrupp i position 4. I ren form är 4-MEI är ett lätt gulaktigt fast ämne.
Mindre mängder av 4-MEI förekommer i sockerkulör och kan vara cancerframkallande. I mars 2012 ändrade Coca-Cola och Pepsi Cola sina recept för den amerikanska marknaden för att undvika särskild märkning i Kalifornien på grund av 4-MEI-innehållet.